# Europa della Libertà e della Democrazia Diretta
Europa della Libertà e della Democrazia Diretta (in inglese: Europe of Freedom and Direct Democracy Group, EFDD; in francese Groupe Europe Libertés Démocratie Directe, ELDD) è stato un gruppo politico al parlamento europeo nato da Europa della Libertà e della Democrazia (EFD). Il gruppo era formato da partiti con un programma politico contrario al centralismo burocratico dell'Unione europea.

## Storia del gruppo

### VIII Legislatura

#### Formazione
L'Europa della Libertà e della Democrazia (EFD) ha incontrato delle difficoltà nella sua formazione per l'ottava legislatura del Parlamento europeo, essendone fuoriusciti 11 partiti politici su 13 allo scadere del mandato, per andarsi a collocare in altri gruppi o non avendo più rappresentanti all'europarlamento.
Il 28 marzo 2014 il secondo gruppo più numeroso dell'EFD, la Lega Nord, ha annunciato di aver trovato un accordo per la formazione di un nuovo gruppo con Marine Le Pen. L'alleanza con il Fronte Nazionale da parte della Lega poneva di fatto fine al suo proseguimento nell'EFD, in quanto il capogruppo di quest'ultimo, Nigel Farage, aveva escluso categoricamente un'alleanza con le forze di estrema destra come quella della leader francese, da lui definita "antisemita".
Il 4 giugno 2014, Partito Popolare Danese e Veri Finlandesi sono stati ammessi nei Gruppo dei Conservatori e dei Riformisti Europei (ECR), fuoriuscendo quindi dall'EFD.
Il 28 maggio 2014 Grillo incontra Farage, manifestando un forte interessamento alla costituzione di un gruppo comune. Il 12 giugno 2014 il Movimento 5 Stelle (M5S) dopo il fallimento della trattativa con Verdi Europei (che ha definito l'offerta di Grillo come una "copertura per una decisione già presa") e il Partito dell'Alleanza dei Liberali e dei Democratici per l'Europa, ha attivato un referendum online a scelta limitata per decidere un gruppo parlamentare europeo tra l'EFD, l'ECR o i non iscritti, nel quale il 78% dei votanti ha scelto l'EFD.
Il 16 giugno del 2014, l'eurodeputato olandese Bas Belder del Partito Politico Riformato (SGP) è passato al gruppo ECR, fuoriuscendo quindi dall'EFD.
Il gruppo EFD all'inizio dell'ottava legislatura, il 18 giugno 2014, era composto dagli eurodeputati di due soli partiti politici presenti nel vecchio gruppo, ovvero l'UKIP e Ordine e Giustizia, insieme ai nuovi affiliati del Movimento 5 Stelle, i Democratici Svedesi, il Partito dei Liberi Cittadini della Repubblica Ceca, il partito lettone dell'Unione dei Verdi e degli Agricoltori ed un'eurodeputata francese indipendente ex-FN.
Il 24 giugno 2014 il nome EFD è stato cambiato in EFDD (dove l'ultima D aggiunge l'aggettivo "Diretta"), e David Borrelli del M5S è stato scelto come co-presidente.
Il 16 ottobre 2014 l'uscita dal gruppo dell'eurodeputata lettone Iveta Grigule ha fatto mancare al gruppo le 7 nazionalità necessarie alla sua esistenza, decretandone l'automatica dissoluzione. Tuttavia il 20 ottobre 2014, con l'ingresso di un membro dell'estrema destra polacca, Robert Iwaszkiewicz, il gruppo viene riformato.
Il 9 gennaio 2017, il Movimento 5 Stelle, che aveva deciso tramite una consultazione online di lasciare il gruppo EFDD per unirsi a quello dell'ALDE, ha ottenuto da parte dei vertici liberali un rifiuto a causa di eccessive divergenze politiche, infatti ALDE è un gruppo fortemente europeista, cosa che contrasta con l'affiliazione e le politiche del Movimento 5 Stelle, che è pertanto rimasto in EFDD.
Il 3 luglio 2018 i Democratici Svedesi hanno lasciato il gruppo EFDD per aderire al gruppo ECR.
In seguito alle elezioni europee del 2019, solo il Brexit Party, fuoriuscito dall'UKIP, il Movimento 5 Stelle ed Alternativa per la Germania hanno eletto deputati al parlamento europeo, ma quest'ultima il 12 giugno 2019 ha lasciato il gruppo EFDD per aderire al gruppo Identità e Democrazia (ID), pertanto EFDD, privo delle 7 nazionalità necessarie alla sua esistenza, si è sciolto il 2 luglio 2019.

## Composizione
Nel corso della VIII legislatura dell'Europarlamento (2014-2019), Europa della Libertà e della Democrazia Diretta contava 42 membri eletti, provenienti da 7 paesi diversi (numero minimo per la sopravvivenza del Gruppo):
| Stato       | Partito                                    | MEP     | Gruppo precedente                                               |
| ----------- | ------------------------------------------ | ------- | --------------------------------------------------------------- |
| Regno Unito | Partito per l'Indipendenza del Regno Unito | 20 / 73 | Indipendenza/Democrazia (fino al 2009)                          |
| Italia      | Movimento 5 Stelle                         | 15 / 73 | N.D.                                                            |
| Svezia      | Democratici Svedesi                        | 2 / 20  | N.D.                                                            |
| Rep. Ceca   | Partito dei Liberi Cittadini               | 1 / 21  | N.D.                                                            |
| Francia     | Joëlle Bergeron (Indipendente, ex-FN)      | 1 / 74  | N.D.                                                            |
| Germania    | Alternativa per la Germania                | 1 / 96  | Gruppo dei Conservatori e dei Riformisti Europei (fino al 2016) |
| Polonia     | KORWiN (ex Congresso della Nuova Destra)   | 1 / 51  | N.D.                                                            |
| Lituania    | Ordine e Giustizia                         | 1 / 11  | Unione per l'Europa delle Nazioni (fino al 2009)                |

### Membri del passato
| Stato       | Europarlamentare     | Partito                                                               | Data di abbandono | Nuovo gruppo                                                                   |
| ----------- | -------------------- | --------------------------------------------------------------------- | ----------------- | ------------------------------------------------------------------------------ |
| Lettonia    | Iveta Grigule        | Unione dei Verdi e degli Agricoltori                                  | 16 ottobre 2014   | Non iscritti (dal 16 ottobre 2014 al 27 aprile 2015) ALDE (dal 27 aprile 2015) |
| Regno Unito | Amjad Bashir         | Partito per l'Indipendenza del Regno Unito (ora Partito Conservatore) | 24 gennaio 2015   | ECR                                                                            |
| Lituania    | Valentinas Mazuronis | Ordine e Giustizia (ora Partito del Lavoro)                           | 19 maggio 2015    | ALDE                                                                           |
| Regno Unito | Janice Atkinson      | Indipendente (ex-UKIP)                                                | 16 giugno 2015    | ENF                                                                            |
| Italia      | Marco Affronte       | Movimento 5 Stelle                                                    | 11 gennaio 2017   | Verdi/ALE                                                                      |
| Italia      | Marco Zanni          | Movimento 5 Stelle                                                    | 11 gennaio 2017   | ENF                                                                            |
| Italia      | Davide Borrelli      | Movimento 5 Stelle                                                    | 15 febbraio 2018  | Non iscritti                                                                   |